# Cydrela insularis
Cydrela insularis là một loài nhện trong họ Zodariidae.
Loài này thuộc chi Cydrela. Cydrela insularis được Mary Agard Pocock miêu tả năm 1899.